# Municipio de Washington (condado de Carroll, Illinois)
El municipio de Washington (en inglés: Washington Township) es un municipio ubicado en el condado de Carroll en el estado estadounidense de Illinois. En el año 2010 tenía una población de 356 habitantes y una densidad poblacional de 3,46 personas por km².

## Geografía
El municipio de Washington se encuentra ubicado en las coordenadas 42°9′24″N 90°9′38″O / 42.15667, -90.16056. Según la Oficina del Censo de los Estados Unidos, el municipio tiene una superficie total de 102.92 km², de la cual 91,66 km² corresponden a tierra firme y (10,94 %) 11,26 km² es agua.

## Demografía
Según el censo de 2010, había 356 personas residiendo en el municipio de Washington. La densidad de población era de 3,46 hab./km². De los 356 habitantes, el municipio de Washington estaba compuesto por el 98,03 % blancos, el 0,28 % eran afroamericanos, el 0,28 % eran amerindios, el 0,28 % eran de otras razas y el 1,12 % eran de una mezcla de razas. Del total de la población el 1,69 % eran hispanos o latinos de cualquier raza.